# 圖麗魚屬
圖麗魚屬，是條鰭魚綱䲁形目麗魚科下的一個屬。

## 分類
本屬屬於圖麗魚亞科，目前有3個被認可的種：
- 厚鰭圖麗魚 Astronotus crassipinnis (Heckel, 1840)
- 米氏圖麗魚 Astronotus mikoljii Lozano, Lasso-Alcalá, Bittencourt, Taphorn, Perez & Farias, 2022
- 圖麗魚 Astronotus ocellatus (Agassiz, 1831)